# نسکافه داغ داغ
نسکافه داغ داغ فیلمی به کارگردانی  و نویسندگی علی قوی تن ساختهٔ سال ۱۳۸۴ است.

## خلاصه داستان
نیکا زنی پرشور و مادر یک دختر و پسر خردسال است که عاشق صداپیشگی عروسک و اجرای برنامه برای کودکان است. نیکا موفق می‌شود در یک برنامه کودک به کارگردانی آقای بندری نقشی را بگیرد …

##### خطر لوث شدن: این بخش از متن، داستان را افشا می‌کند
با این حال شاهین همسر نیکا که مدیرعامل یک کارخانه عروسک‌سازی است از تایم کاری زیاد نیکا ناراضی است و نمی‌خواهد که نیکا به کارش ادامه بدهد. دعوای نیکا و شاهین موجب می‌شود که نیکا خانه را ترک کند و به خانه برادرش برود. از سوی دیگر آقای بندری به نیکا پیشنهاد می‌دهد که با گریمی سنگین نقش پیرزنی به نام بی‌بی که قصه‌گو است را ایفا کند. شخصیت بی‌بی بین کودکان بسیار محبوب می‌شود. از سوی دیگر تولیدات کارخانه شاهین به فروش نمی‌رسند و شاهین در معرض ورشکستگی قرار می‌گیرد. نیکا با گریم بی‌بی به کارخانه شاهین می‌رود و پیشنهاد می‌دهد با استفاده از عروسک‌های شاهین در برنامه تلویزیونی به فروش آن‌ها کمک کند. نیکا به این ترتیب به شاهین و فرزندانش نزدیک می‌شود و می‌تواند زمان بیشتری را با فرزندانش بگذراند. اما متوجه می‌شود که شاهین قصد دارد با معاون کارخانه که دوست نیکا هم هست ازدواج کند. نیکا در قالب شخصیت بی‌بی از شاهین می‌پرسد که آیا زنی که قصد دارد با او ازدواج کند زن خوب و مادر خوبی برای بچه‌ها است و شاهین جواب می‌دهد هر زنی از نیکا بهتر است. این حرف قلب نیکا را می‌شکند و حلقه ازدواجش را به شاهین پس می‌دهد. شاهین متوجه می‌شود که بی‌بی در واقع نیکا بوده که در تمام این مدت به او و فرزندانشان کمک کرده‌است و از از رفتار خودش پشیمان می‌شود. نیکا دل‌شکسته به مسافرت می‌رود و تصمیم می‌گیرد که برنامه تلویزیونی را رها کرده و از شاهین جدا شود و حضانت فرزندانش را بگیرد. اما آقای بندری با قراردادی که دارد او را متقاعد می‌کند که برنامه را رها نکند. در نهایت شاهین با ساخت عروسک شخصیت بی‌بی از نیکا دلجویی می‌کند.

## بازیگران
| بازیگر           | نقش         |
| ---------------- | ----------- |
| یکتا ناصر        | نیکا        |
| خسرو شکیبایی     | آقای بندری  |
| داوود اکرمیان    | شاهین       |
| السا فیروزآذر    | معاون شاهین |
| افسانه چهره آزاد | عمه         |
| بیتا سحرخیز      | منشی شاهین  |